# Анна Цюндзевицька
Анна Цюндзевицька (пол. Anna Ciundziewicka), до шлюбу Прушинська (18 липня 1803 року, Кораліщевичі — 18 квітня 1850 р., Кіщина слобода) — литовська шляхтянка, авторка популярного підручника з ведення домашнього господарства Литовська господиня, що містить також 108 кулінарних та аптечних рецептів.

## Біографія
Народилася в Кораліщевичах Мінської губернії. Була дочкою Міхала Прушинського, мінського підкоморія, і Теклі Воланської.
Освіту здобула у Вільнюсі в пансіоні Ксав'є Дейбеля та його дружини. 19 листопада 1826 р. у Заславі (був куплений батьком у спадкоємців канцлера Антонія Пшедзецького) вступила в шлюб з Юзефом Цюндзевицьким (нар. близько 1790 р.), колишнім (1820—1823 рр.) маршалком шляхти борисовського повіту Тишкевичі.
Після одруження з чоловіком жила у селі Кіщина слобода, що належало його родині. Вела життя дружини поміщика, керувала будинком, виховувала дітей та займалася селянами. Друзями родини були, серед інших, поет Антоні Едвард Одинець та Євстахій та Костянтин Тишкевичі, дослідники історії Литви та Русі.
На підставі накопичених за роки правил та власного досвіду видала у 1848 р. у віленській друкарні, що належала спадкоємцям Йосипа Завадського, дуже популярні підручники з ведення домашнього господарство Литовська господиня — перевидавалось у 1851, 1856, 1858, 1862 та 1873 роках.
Померла 18 квітня 1850 р. У Кішчиній Слободі, похована там у сімейній (не збереженій) каплиці.